# Kloster Himmelthron

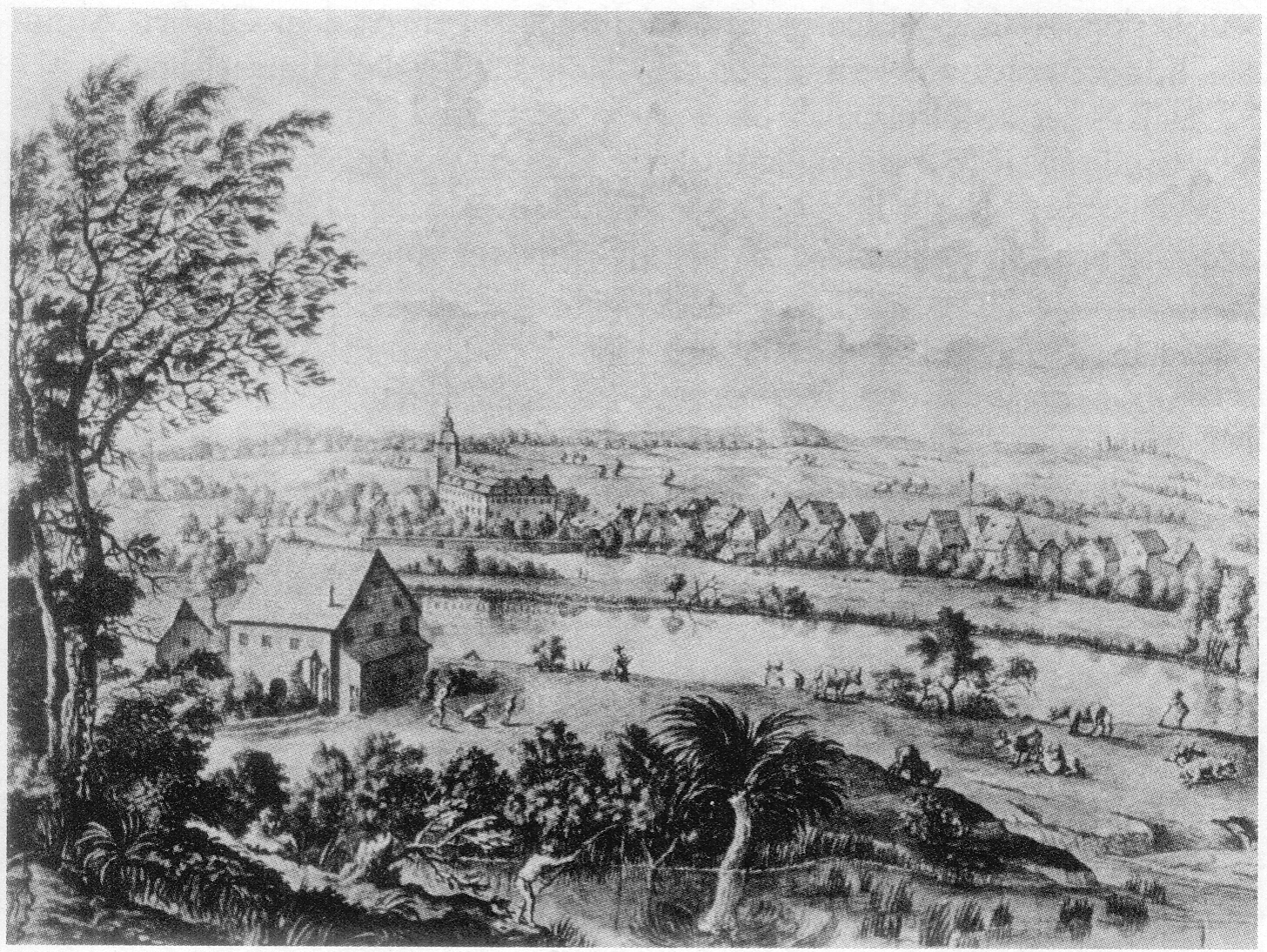
Federzeichnung von J.A. Delsenbach um 1730

Das Kloster Himmelthron ist ein ehemaliges Kloster der Zisterzienserinnen im heutigen Nürnberger Stadtteil Großgründlach in Bayern in der Diözese Bamberg.

## Geschichte
Das der Heiligen Jungfrau Maria geweihte Kloster wurde durch die Gräfin Kunigunde von Orlamünde, Witwe des Grafen Otto VII. von Orlamünde, gegründet. Mit der Klostergründerin, die auch in der Geschichte des Klosters Himmelkron eine Rolle spielte, ist die Sage von der Weißen Frau verbunden. Das Kloster Himmelthron wurde 1525 im Zuge der Reformation aufgelöst. Der Besitz ging in die Verwaltung des Landalmosenamtes über, das ihn 1543 an die Stadt Nürnberg verkaufte. Später kam die Anlage in Privatbesitz. 1723 wurde auf alter Basis das Schloss Großgründlach erbaut.